# Команда Антона Губанова
Команда Антона Губанова — команда по игре в спортивный вариант популярной игры «Что? Где? Когда?». Чемпионы мира 2006 и 2007 года. Чемпионы России 2003, 2010, 2012 и 2015 года. Команда впервые возглавила рейтинга МАК, затем 1 июля 2007 года по 1 сентября 2008 года, с 1 марта 2009 года по 1 июня 2011 года и с 1 декабря 2012 года по 1 декабря 2013 года.

## История
Команда из города Петродворца (фактически — район Санкт-Петербурга) существует с 1993 года, однако из игроков первоначального состава в ней остаётся лишь Юрий Выменец. Сам Антон Губанов вошёл в состав команды в 1999 году и практически сразу стал её капитаном. В 2001-м году за коллектив начал выступать Ольга Берёзкина, в 2004 году — Борис Моносов, Мишель Матвеев и Александр Скородумов. Команда «Привет, Петербург!», участвующая в чемпионате Санкт-Петербурга и некоторых местных турнирах (капитан — Александр Скородумов), несколько лет выступала практически в том же составе, хотя рейтинг МАК рассматривал их как две различных команды. Изначально эти две команды были различны.
Капитан команды Антон Губанов отмечал, что одной из составляющих успеха команды являются дружеские отношения между игроками: «Мы дружим в жизни. И дружим в игре. Это залог стабильной игры в любой команде, да и в любом командном виде спорта. А интеллект, знания — вещи хорошие, но не всегда определяющие высокие результаты».
В 2015 году после победы на Чемпионате России Антон Губанов принял решение закончить карьеру игрока. Команда, тем не менее, сохранила название «Команда Губанова», чтобы подчеркнуть преемственность состава и уважение к бывшему капитану. Новым капитаном стал Алексей Гилёв.

## Выступления на Чемпионатах мира
Уже на I Чемпионате мира по игре «Что? Где? Когда?», прошедшем 14—16 июня 2002 года в Баку, команда Антона Губанова попала в число призёров, взяв бронзовые медали.
На V Чемпионате мира по «Что? Где? Когда?», который проходил в Калининграде в 2006 году, коллектив Антона Губанова стал лучшим среди 29 участников. Дав наибольшее количество правильных ответов (в общей сложности — 59 очков), он сумел оттеснить команды с участием именитых телевизионных знатоков. Выйдя в суперфинальный матч, представители Петродворца одержали победу с минимальным перевесом — 14:13.
На VI Чемпионате мира по «Что? Где? Когда?», который вновь принимал Калининград, команда стала первым в истории двукратным чемпионом мира. Коллектив успешно прошёл дистанцию в 60 вопросов отборочного этапа, войдя в число шести команд-финалистов, — из 28 участников, представлявших 18 стран. В финальном турнире из 36 вопросов, разбитых на три тура, результаты велись с нуля. По итогам 1-го тура игроки из Петродворца получили минимальное преимущество, взяв 9 вопросов против 8 у всех её соперников. Во втором туре команда «Афина» под руководством Максима Поташева показала превосходный результат, ответив на 11 вопросов, и обеспечила серьёзный отрыв от второго места — 3 балла. Однако в последнем туре коллектив Антона Губанова добился ещё большего успеха, ответив на все его вопросы, тогда как «Афина» набрала лишь половину очков. После игры капитан предположил, что неожиданная победа была достигнута благодаря высокой концентрации на третий тур и уверенности в поражении, которая позволила сыграть в своё удовольствие.
На VII Чемпионате мира по «Что? Где? Когда?», проходившем в городе Светлогорск Калининградской области команда Антона Губанова заняла в шестёрке финалистов 3-е место.
VIII Чемпионат мира по «Что? Где? Когда?» состоялся в израильском городе Эйлат и впервые проходил в рамках фестиваля интеллектуальных игр «Знатокиада» (11—14 ноября 2010 года). На играх в Эйлате команду возглавлял Александр Скородумов, и она вновь выступала под названием «Привет, Петербург!». Коллектив прошёл в заключительные этапы всех командных соревнований. Однако в финальных матчах турнира по брейн-рингу и турнира ЧГК по олимпийским правилам, представители Петербурга дважды потерпели поражение от команды «Никита Мобайл ТТ» (выступала под флагом Узбекистана), со счётом 5:6 и 7:4 соответственно. Основной турнир для двукратных чемпионов мира сложился ещё менее удачно: войдя в число 12 финалистов по результатам отбора, они разделили лишь 3—6 место по итогам 36 решающих вопросов. Затем, в борьбе за бронзовые медали на дополнительных вопросах («перестрелке»), она уступила украинской команде «Бандерлоги-RITLabs».
На IX Чемпионате мира по «Что? Где? Когда?», проходившем в Одессе, собравшем 50 участников, команда Антона Губанова вновь разделила 3-е место с украинскими знатоками, однако на этот раз выиграла «перестрелку».
На X Чемпионате мира в Саранске команда Антона Губанова уверенно выиграла отборочную часть соревнований. В финале, куда прошло 10 лучших команд, она лидировала перед последним вопросом, однако не смогла на него ответить, и её догнали две команды-соперницы. По итогам «перестрелки» команда Губанова осталась на втором месте.
На XIV Чемпионате мира в Цахкадзоре команда Губанова неудачно сыграла отборочные соревнования, но затем выиграла так называемый «малый финал» — турнир команд, не прошедших в финальную часть.
В 2017, 2018 и 2019 годах команда Губанова становилась серебряным призёром чемпионата мира. Таким образом, она стала обладателем необычного достижения — три подряд серебряных медали на чемпионатах мира, причем первые места занимали три разные команды.

## Выступления на Чемпионатах России
Коллектив Антона Губанова стал первой немосковской командой, выигравшей Чемпионат России по «Что? Где? Когда?». На III розыгрыше турнира, который собрал 45 участников из 33 регионов, представители Петродворца вначале отставали от команды «Genius» под руководством Максима Поташева, но к концу дистанции добились равного количества очков: по 64 правильных ответа из 90. Для выявления победителя был сначала назначен овертайм из 3 вопросов, однако и здесь претенденты на золотые медали показали одинаковый счёт. Командам продолжили задавать дополнительные вопросы и лишь на 5-м вопросе «перестрелки» коллектив Антона Губанова, наконец, взял верх.
Команда сумела повторить успех на X Чемпионате России, проходившем 20-21 февраля 2010 года. Сразу захватив лидерство, она шла на первом месте среди 57 участников от начала и до конца дистанции. Однако борьба за победу являлась острой, и даже по итогам 90 вопросов разрыв между призовыми местами оказался минимальным: 69 у представителей Петродворца, 68 — у другой петербуржской команды — «Сборной Кирибати» во главе с Алексеем Богословским, — по 67 — у «Афины» и команды Андрея Кузьмина. Капитан Антон Губанов после игры сообщил журналистам: «Боролись за первое место, но в последнем туре нас легко могли обогнать или догнать», — и отметил, что, с учётом неудачных выступлений его коллектива на первенстве страны, эта победа оказалась неожиданной.
В 2011 году на XI Чемпионате России (Самара), собравшем более 60 участников, команда Антона Губанова заняла 3-е место.
В 2012 году коллектив Антона Губанова в третий раз победил на первенстве страны (проходило в Москве), где на этот соревновались 72 участника из 26 городов. После первого игрового дня команда лидировала с большим отрывом от ближайших преследователей: 34 очка против 27 (на 45 вопросах). Во второй игровой день она практически растеряла преимущество, но всё же удержала первое место с 64 ответами из 90, тогда как «Сборная Кирибати» дала 62 правильных ответа.
На XIII Чемпионате России по «Что? Где? Когда?» (Псков, 2013) коллектив также занял призовое место, среди 59 участников из 19 регионов. Ответив на 72 вопроса из 105, команда и разделила 2—3 место с «Афиной» (отстав на 3 очка от коллектива «TENZOR Consulting» под руководством Ильи Бера). На «перестрелке» представители Петродворца ответили на 2 дополнительных вопроса против 1-го у москвичей, и завоевали серебряные медали.
На XIV Чемпионате России по «Что? Где? Когда?» (Санкт-Петербург, 2014) команда Антона Губанова вновь заняла 2-е место позади команды Ильи Бера. При этом представители Петродворца шли во главе турнирной таблицы на протяжении 6 туров и к последнему туру набрали отрыв в 3 балла. Однако они не удержали преимущества на заключительном отрезке и в итоге отстали на столько же очков от «TENZOR Consulting».
На XV Чемпионате России по «Что? Где? Когда?» (Санкт-Петербург, 2015) команда Антона Губанова, наконец, смогла снова стать чемпионами. После этого Антон Губанов принял решение о завершении карьеры, а новым капитаном стал Алексей Гилёв, самый молодой игрок команды.
На XVII Чемпионате России по «Что? Где? Когда?» (Санкт-Петербург, 2017) команда Антона Губанова входила в тройку лидеров, сильно оторвавшихся от остальных команд. В итоге, однако, она уступила конкурентам 1 и 2 очка соответственно, оставшись с бронзовыми медалями.